# Evangelische Kirche Bad Laasphe

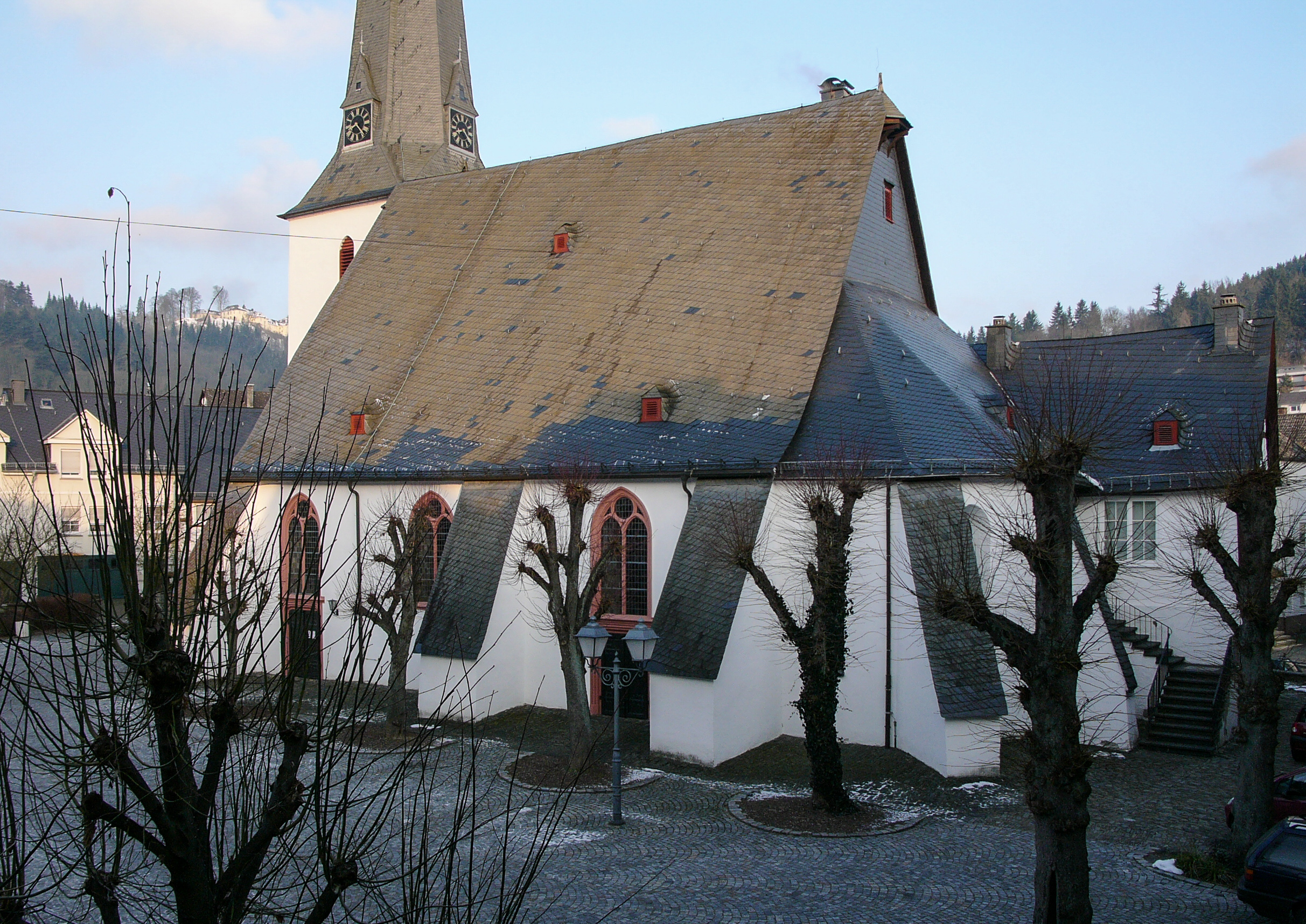
Stadtkirche von Bad Laasphe

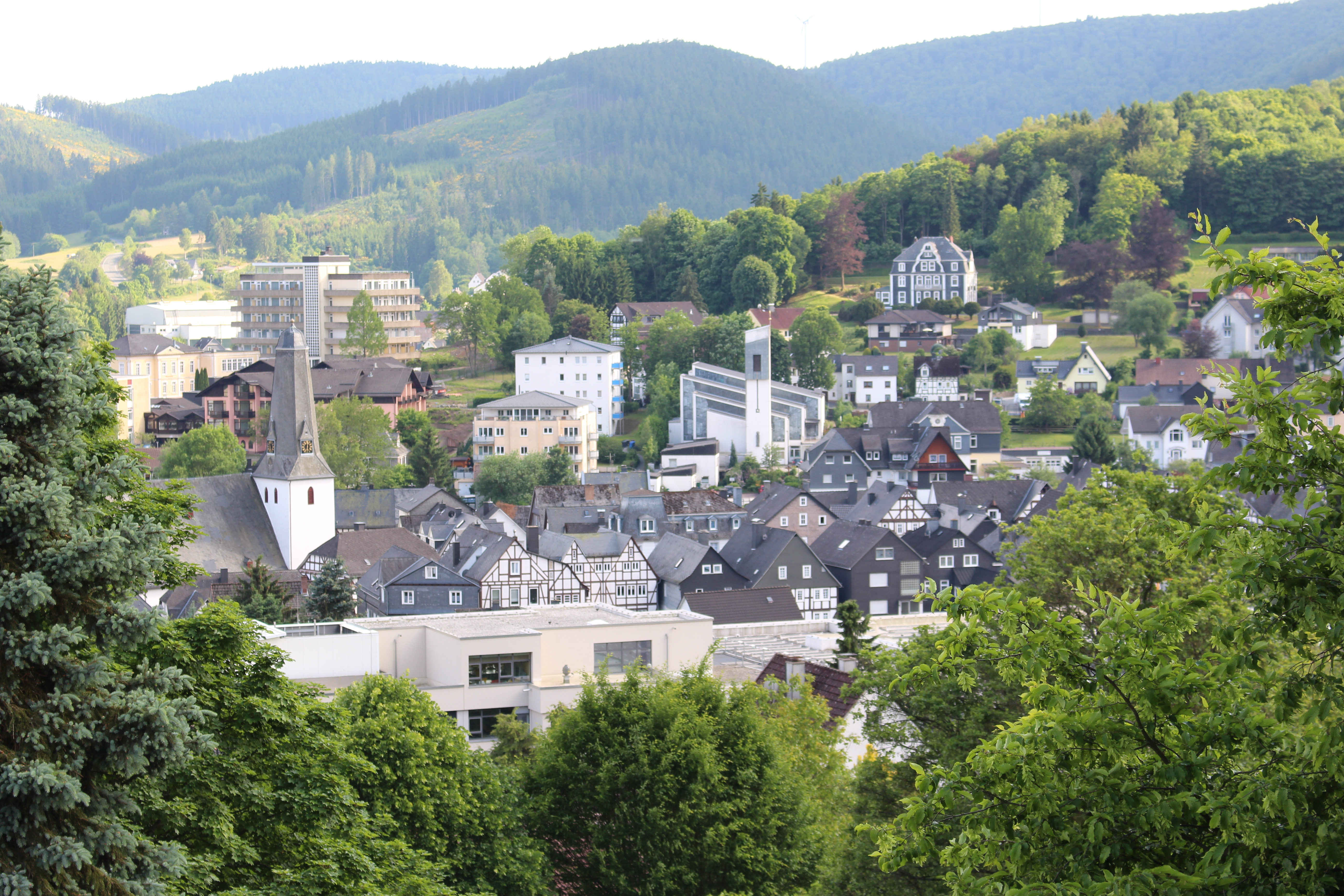
Kirche (links) im Ensemble der Altstadt

Die evangelische Kirche ist ein denkmalgeschütztes Kirchengebäude in Bad Laasphe, einer Stadt im Kreis Siegen-Wittgenstein (Nordrhein-Westfalen).

## Geschichte und Architektur
Die Kirche war ehemals der hl. Anna geweiht. Sie ist das älteste erhaltene Gebäude der Stadt. An die ursprünglich zweijochige Saalkirche des frühen 13. Jahrhunderts mit einem gerade geschlossenen Chorjoch und einem Turm wurde in der zweiten Hälfte des 13. Jahrhunderts ein dreijochiges Schiff mit polygonalem Chor angebaut. Die gräfliche Grablege mit Fachwerkobergeschoss für die Kirchschule wurde 1667 östlich an das Nordschiff angefügt. Der verputzte Bruchsteinbau wurde wohl nachträglich an der Südseite mit massigen Stützpfeilern gesichert. Die Portale beider Schiffe sind durch Fenster verbunden. Der Turm mit einem in einer kleinen Haube endenden Knickhelm ist wohl aus dem 16. Jahrhundert. Zwischen den leicht gegeneinander versetzten Schiffen befinden sich breite Spitzbögen in der Form ungegliederter Mauerdurchbrüche. Im nördlichen Schiff ruhen über rechteckigen Pfeilern und Vorlagen, kuppelige Gratgewölbe. Das Ostjoch wurde später neu gewölbt. In das südliche Schiff wurden über halbrunden Wandvorlagen zwischen spitzen Gurtbögen, kuppelige Gratgewölbe mit Scheitelkehlen eingezogen. Mittig an den östlichen Gewölben befinden sich Stuckreliefs mit der Bezeichnung 1704. Die Nordseite des Chors öffnet spitzbogig zur Patronatsloge. Das nördliche Schiff ist komplett mit barocken Emporen ausgestattet.

## Ausstattung
- Vollfigurige Sandsteingrabplatte für Graf Johannes, gestorben 1412.
- Steinepitaph für Graf Wilhelm, gestorben 1570, und seine Frau Johannette, gestorben 1563.
- Gusseiserne Wappentafel für Graf Johannes, sie stammt wohl von einem Epitaph. Johannes starb im 17. Jahrhundert.
- Geläute:
  - Glocke aus dem 14. Jahrhundert, wohl von einem hessischen Gießer, mit einer Majuskelinschrift.
  - Glocke von Joh. Bruviler
  - Glocke, 1718 von Jakobus Rincker gegossen.

## Orgel

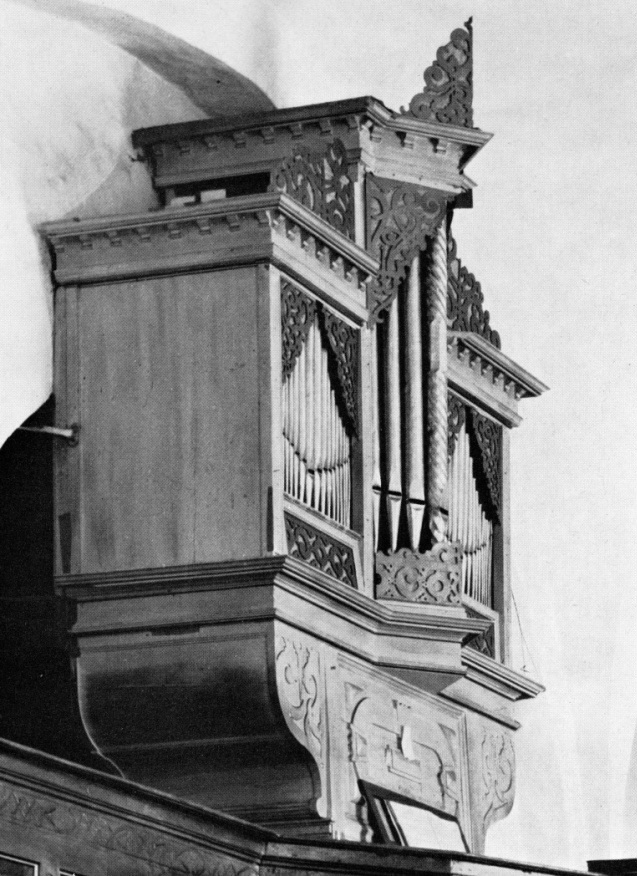
Wagner-Orgel von 1663, die 1899 ersetzt wurde

Georg Henrich Wagner aus Lich baute im Jahr 1663 eine Orgel, die über acht Register auf einem Manual verfügte. 1899 schuf Ernst Seifert aus Köln ein neues Instrument mit 17 Registern auf zwei Manualen und Pedal. Das heutige Instrument wurde 1967 von Bruno R. Döring erbaut. Das Schleifladen-Instrument verfügt über 20 Register auf zwei Manualen und Pedal. Die Spiel- und Registertrakturen sind mechanisch.
| I Hauptwerk C–g3 |               |     |
| 1.               | Gedacktpommer | 16′ |
| 2.               | Prinzipal     | 8′  |
| 3.               | Spitzflöte    | 8′  |
| 4.               | Oktave        | 4′  |
| 5.               | Rohrflöte     | 4′  |
| 6.               | Waldflöte     | 2′  |
| 7.               | Mixtur V      |     |
| 8.               | Trompete      | 8′  |

| II Hinterwerk C–g3 |                 |       |
| 9.                 | Gedackt         | 8′    |
| 10.                | Gemshorn        | 4′    |
| 11.                | Prinzipal       | 2′    |
| 12.                | Sifflöte        | 1 ⁄3′ |
| 13.                | Sesquialtera II | 2 ⁄3′ |
| 14.                | Scharff III–IV  |       |
| 15.                | Krummhorn       | 8′    |
|                    | Tremulant       |       |

| Pedalwerk C–g1 |                  |     |
| 16.            | Subbaß           | 16′ |
| 17.            | Prinzipalbaß     | 8′  |
| 18.            | Choralbaß        | 4′  |
| 19.            | Rauschpfeife III |     |
| 20.            | Posaune          | 16′ |

- Koppeln: II/I, I/P, II/P